# Метод рою часток

Рій часток, що шукає глобальний мінімум функції

Метод рою часток, МРЧ (англ. Particle Swarm Optimization, PSO) — метод чисельної оптимізації, для використання якого не потрібно знати точного градієнта оптимізованої функції. МРЧ був доведений Кеннеді, Еберхартом і Ші і спочатку призначався для імітації соціальної поведінки. Алгоритм був спрощений, і було зауважено, що він придатний для виконання оптимізації. Книга Кеннеді й Еберхарта описує багато філософських аспектів МРЧ і так званого ройового інтелекту. Велике дослідження застосувань МРЧ зроблене Полі.
МРЧ оптимізує функцію, підтримуючи популяцію можливих розв'язків, називаних частками, і переміщаючи ці частки в просторі розв'язків згідно із простою формулою. Переміщення підпорядковуються принципу найкращого знайденого в цьому просторі положення, що постійно змінюється при знаходженні частками вигідніших положень.

## Алгоритм
Нехай f: ℝn →ℝ — цільова функція, яку потрібно мінімізувати, S — кількість часток у рою, кожній з яких зіставлена координата xi ∈ ℝn у просторі рішень і швидкість vi ∈ ℝn. Нехай також pi — найкраще з відомих положень частки i, а g — найкращий відомий стан рою в цілому. Тоді загальний вигляд методу рою часток такий.
- Для кожної частки i = 1, …, S зробити:
  - Згенерувати початкове положення частки за допомогою випадкового вектора xi ~ U(blo, bup), що має багатовимірний рівномірний розподіл. blo і bup — нижня й верхня границі простору рішень відповідно.
  - Присвоїти найкращому відомому положенню частки його початкове значення: pi ← xi.
  - Якщо (f(pi) < f(g)), то оновити найкращий відомий стан рою: g ← pi.
  - Присвоїти значення швидкості частки: vi ~ U(-(bup-blo), (bup-blo)).
- Поки не виконаний критерій зупинки (наприклад, досягнення заданого числа ітерацій або необхідного значення цільової функції), повторювати:
  - Для кожної частки i = 1, …, S зробити:
    - Згенерувати випадкові вектори rp, rg ~ U(0,1).
    - Оновити швидкість частки: vi ← ω vi + φp rp × (pi-xi) + φg rg × ( g-xi), де операція × означає покомпонентне множення.
    - Оновити положення частки переносом xi на вектор швидкості: xi ← xi + vi. Зауважимо, що цей крок виконується незалежно від поліпшення значення цільової функції.
    - Якщо (f(xi) < f(pi)), то робити:
      - Оновити найкраще відоме положення частки: pi ← xi.
      - Якщо (f(pi) < f(g)), то оновити найкращий відомий стан рою в цілому: g ← pi.
- Тепер g містить найкраще зі знайдених рішень.

Параметри ω, φp, і φg вибираються обчислювачем і визначають поведінку й ефективність методу в цілому. Ці параметри є предметом багатьох досліджень (див. нижче).

## Підбір параметрів
Вибір оптимальних параметрів методу рою часток — тема значної кількості дослідницьких робіт, див., наприклад, роботи Ші й Еберхарта, Карлісла й Дозера, ван ден Берга, Клерка й Кеннеді, Трелеа, Браттона й Блеквела, а також Еверса.
Простий і ефективний шлях добору параметрів методу запропонований Педерсеном й іншими авторами. Вони ж провели чисельні експерименти з різними оптимізаційними задачами й параметрами. Техніка вибору цих параметрів називається мета-оптимізацією, тому що інший оптимізаційний алгоритм використовується для «налаштовування» параметрів МРЧ. Вхідні параметри МРЧ із найкращою продуктивністю виявилися суперечним основним принципам, описаним у літературі, і часто дають задовільні результати оптимізації для простих випадків МРЧ. Реалізацію їх можна знайти у відкритій бібліотеці SwarmOps.

## Варіанти алгоритму
Постійно пропонуються нові варіанти алгоритму рою часток для поліпшення продуктивності методу. Існує кілька тенденцій у цих дослідженнях, одна з яких пропонує створити гібридний оптимізаційний метод, що використовує МРЧ у комбінації з іншими алгоритмами, див. наприклад. Інша тенденція пропонує яким-небудь чином прискорити роботу методу, наприклад, відходом назад або зміною порядку руху часток (про це див.). Також є спроби адаптувати поведінкові параметри МРЧ у процесі оптимізації.